# Michael Werner (Rennbootfahrer)

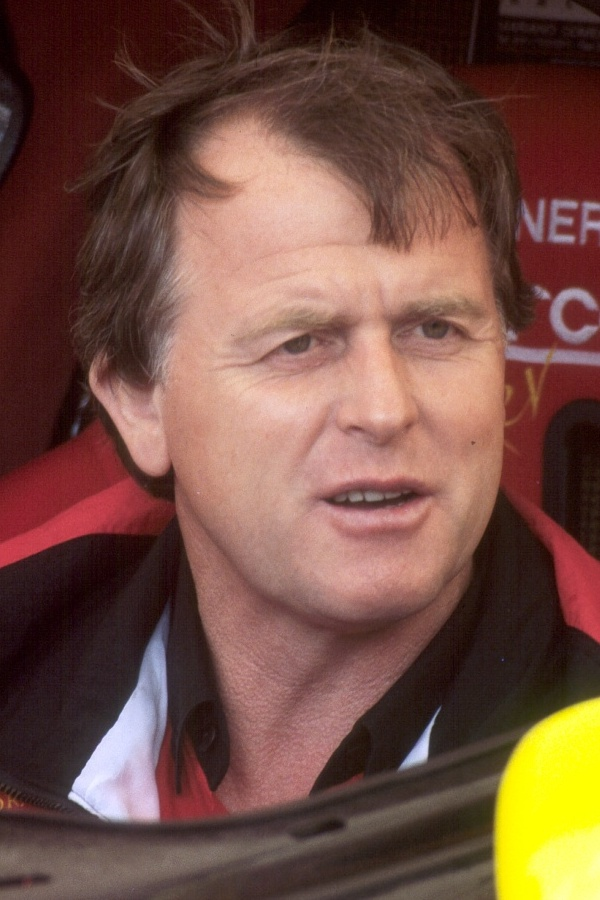
Michael Werner 1987

Michael Werner (* 26. Oktober 1945  in Würzburg) ist ein ehemaliger deutscher Motorbootsport-Pilot und als fünffacher Weltmeister im Rennboot erfolgreichster Rennbootfahrer Deutschlands.

## Leben
Werner begann bereits mit 13 Jahren in Würzburg eine Lehre zum Automechaniker. Nach seiner Meisterprüfung zog er nach Kerpen, wo er bei einem Bootsbauer, der auch Bootsrennen fuhr, zu arbeiten begann. 1967 bestritt Werner sein erstes Bootsrennen, bis 1997 folgten 
800 weitere, bei denen er 500 Mal siegte und sich 14 Mal überschlug.
Während seiner Rennsportkarriere wurde Werner fünfmal Weltmeister, fünfmal Vizeweltmeister, sechsmal Europameister, sowie Titelträger zahlreicher nationaler Titel. 1997 beendete er seine aktive Karriere und wurde anschließend der einzige deutsche Teammanager eines Rennbootteams.

## Familie
Werner ist geschieden und Vater einer Tochter.